# James Geikie

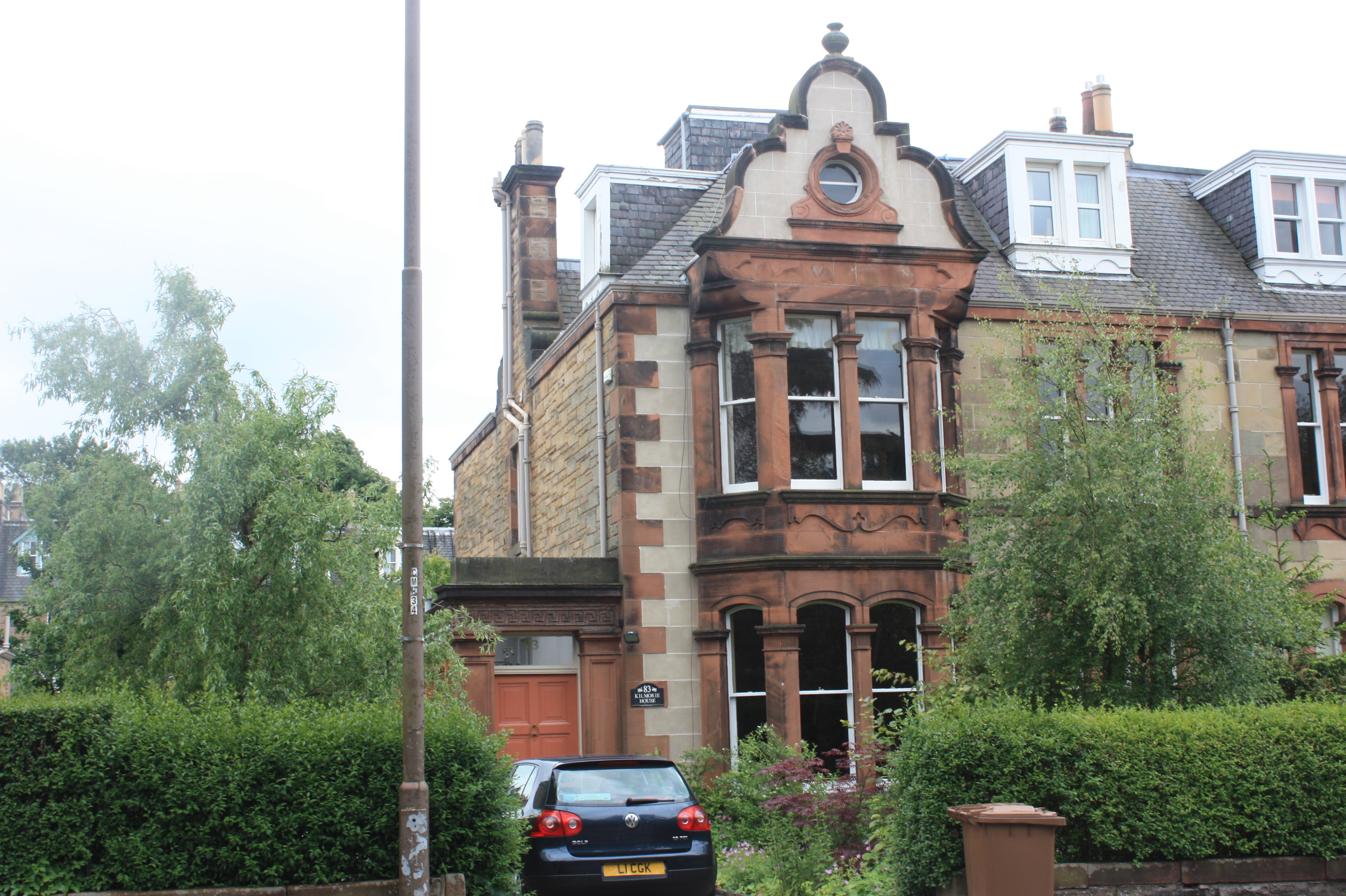
La dernière maison de Geikie au 83 Colinton Road, Édimbourg

James Murdoch Geikie (23 août 1839 - 1er mars 1915) est un géologue écossais. Il est professeur de géologie à l'Université d'Édimbourg de 1882 à 1914 .

## Biographie

### Éducation
Il est né à Édimbourg, fils de James Stuart Geikie et d'Isabella Thom, et frère cadet de Sir Archibald Geikie. Son père est perruquier et parfumeur à Édimbourg opérant à partir du 35 North Bridge . James fait ses études à la Royal High School d'Édimbourg et est d'abord apprenti imprimeur chez Archibald Constable and Company avant d'aller à l'Université d'Édimbourg pour étudier la géologie.

### Carrière
Il travaille au Geological Survey de 1862 à 1882, date à laquelle il succède à son frère en tant que professeur Murchison de géologie et de minéralogie à l'Université d'Édimbourg. Il prend comme sujet spécial d'investigation l'origine des caractéristiques de surface et le rôle joué dans leur formation par l'action glaciaire. Ses vues sont exprimées dans son ouvrage principal, The Great Ice Age and its Relation to the Antiquity of Man (1874; 3e éd., 1894).
En 1871, il est élu membre de la Royal Society of Edinburgh avec comme proposant son frère, Archibald Geikie. Il est deux fois vice-président (1892–97 et 1900–05) et une fois président (1913–15) . Il est élu membre de la Royal Society en 1875. En 1876, il est élu membre de l'American Philosophical Society .
À partir de 1861, il vit au 16 Duncan Street à Édimbourg. En 1882, il s'installe à Londres, ne retournant à Édimbourg que plus tard dans sa vie .
Geikie devient le chef de l'école qui soutient l'action primordiale de la glace terrestre, par opposition aux géologues qui accordent une importance capitale au travail de la banquise et des icebergs. Poursuivant cette ligne d'investigation dans son Europe préhistorique (1881), il maintient l'hypothèse de cinq périodes interglaciaires en Grande-Bretagne et soutient que les dépôts paléolithiques de la période pléistocène ne sont pas post- mais inter- ou pré-glaciaires. Ses Fragments of Earth Lore: Sketches and Addresses, Geological and Geographical (1893) et Earth Sculpture (1898) traitent principalement du même sujet. Ses Outlines of Geology (1886), un manuel standard sur son sujet, atteint sa troisième édition en 1896; et en 1905, il publie un important manuel sur la géologie structurale et de terrain.
En 1887, il montre une autre facette de son activité dans un volume de Chansons et paroles de H. Heine et d'autres poètes allemands, réalisées en vers anglais. À partir de 1888, il est rédacteur honoraire du Scottish Geographical Magazine. En 1910, il reçoit la médaille d'or de la Royal Scottish Geographical Society .
En 1904, il est élu président de la Royal Scottish Geographical Society et occupe ce poste jusqu'en 1910 .
Plus tard dans sa vie, il vit à "Kilmorie", 83 Colinton Road dans le sud-ouest d'Édimbourg, il s'agit d'une nouvelle maison de l'architecte Edward Calvert. Il meurt chez lui le 1er mars 1915 et est enterré du côté ouest du cimetière de Morningside à Édimbourg.
John Muir (1838-1914) donne à un glacier de l'Alaska le nom de Geikie.

## Ouvrages
- The Great Ice Age (1874)
- Prehistoric Europe (1880)
- Earth Sculpture: The Origin of Land Forms (1913)
- Mountains: Their Origin Growth and Decay (1913)
- The Antiquity of Man in Europe (1914)